# Bout (cordage)
Pour les articles homonymes, voir Bout.
Pour l’article ayant un titre homophone, voir Boot.

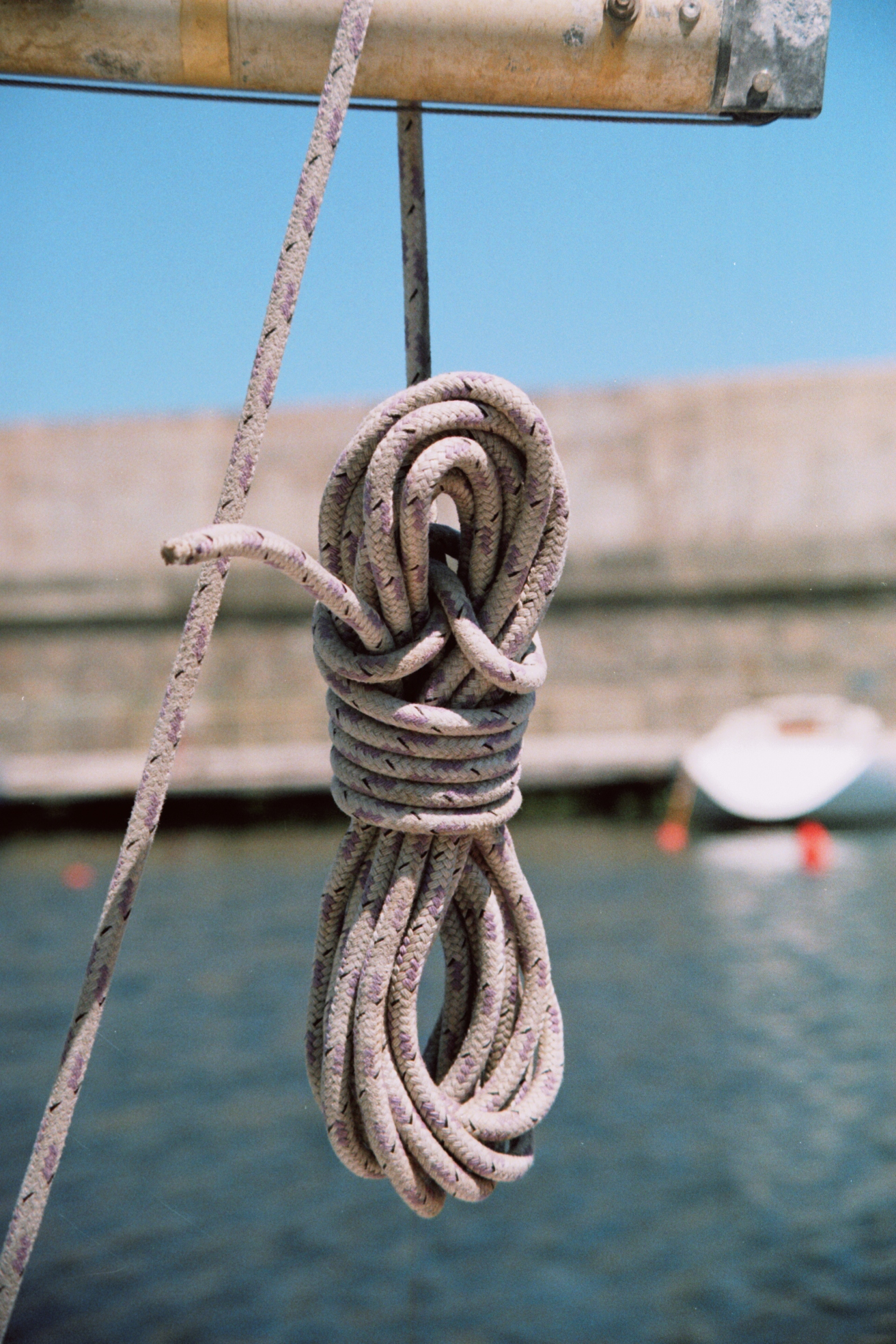
Un bout lové.

Un bout qui se prononce « boute », désigne, de façon générale, un cordage sur le navire car le mot « cordage » n'est jamais utilisé par les navigateurs. Ceux-ci parlent ainsi de « raidir un bout » pour resserrer une tension sur une corde, de « passe-moi le bout » pour « donne-moi le cordage », etc. Certains bouts disposent de leur propre appellation. Par exemple, un cordage servant à orienter une voile est appelé une écoute. De même, un cordage servant à hisser la voile (élever une voile qui est affalée) s'appelle une drisse et l'aussière sert à s'amarrer. 

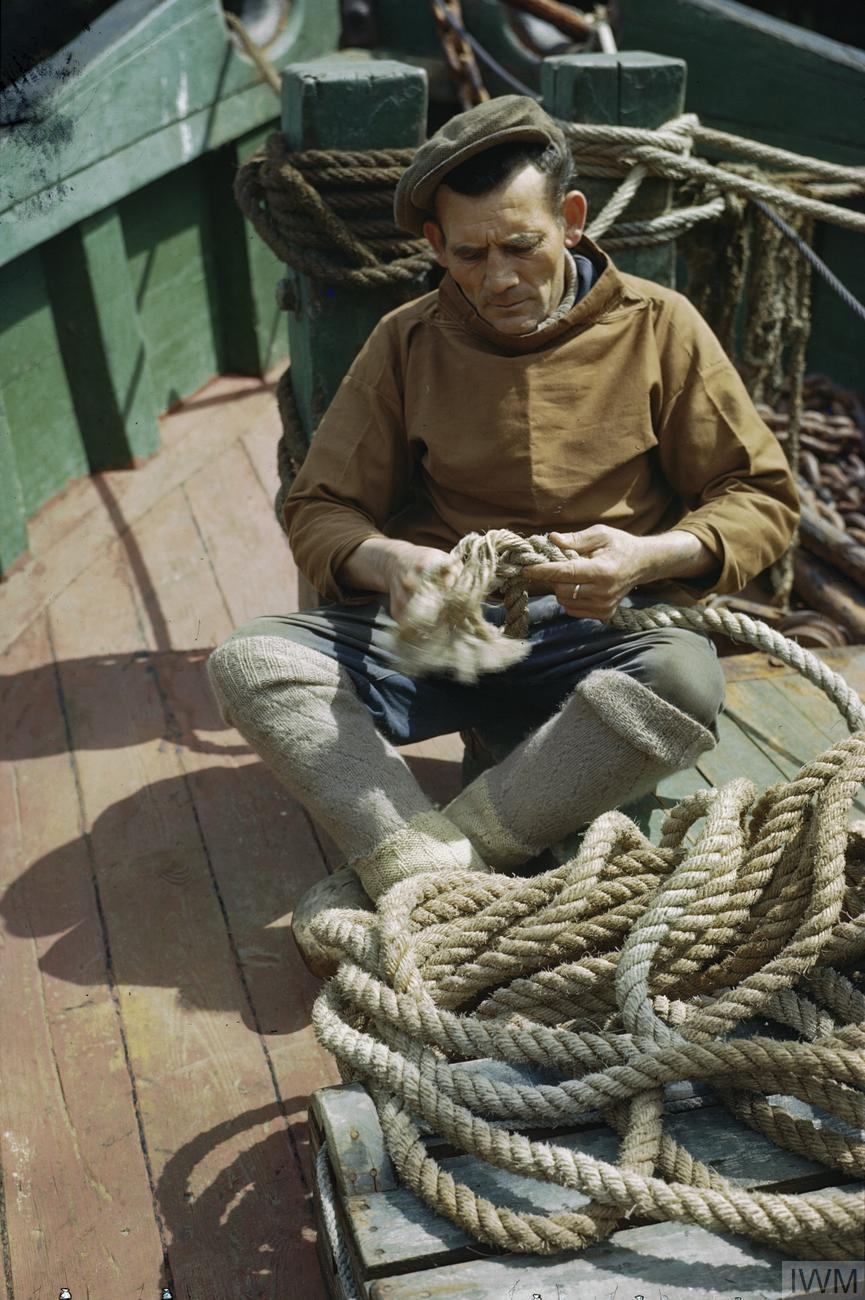
Durant la Seconde Guerre mondiale, à Brixham dans le Devon, sur le pont d’un bateau de pêche, un marin-pêcheur belge qui a gagné l’Angleterre répare un bout usagé.